# Lobelia diastateoides
Lobelia diastateoides är en klockväxtart som beskrevs av Mcvaugh. Lobelia diastateoides ingår i släktet lobelior, och familjen klockväxter. Inga underarter finns listade i Catalogue of Life.